# Polizeidirektion Flensburg

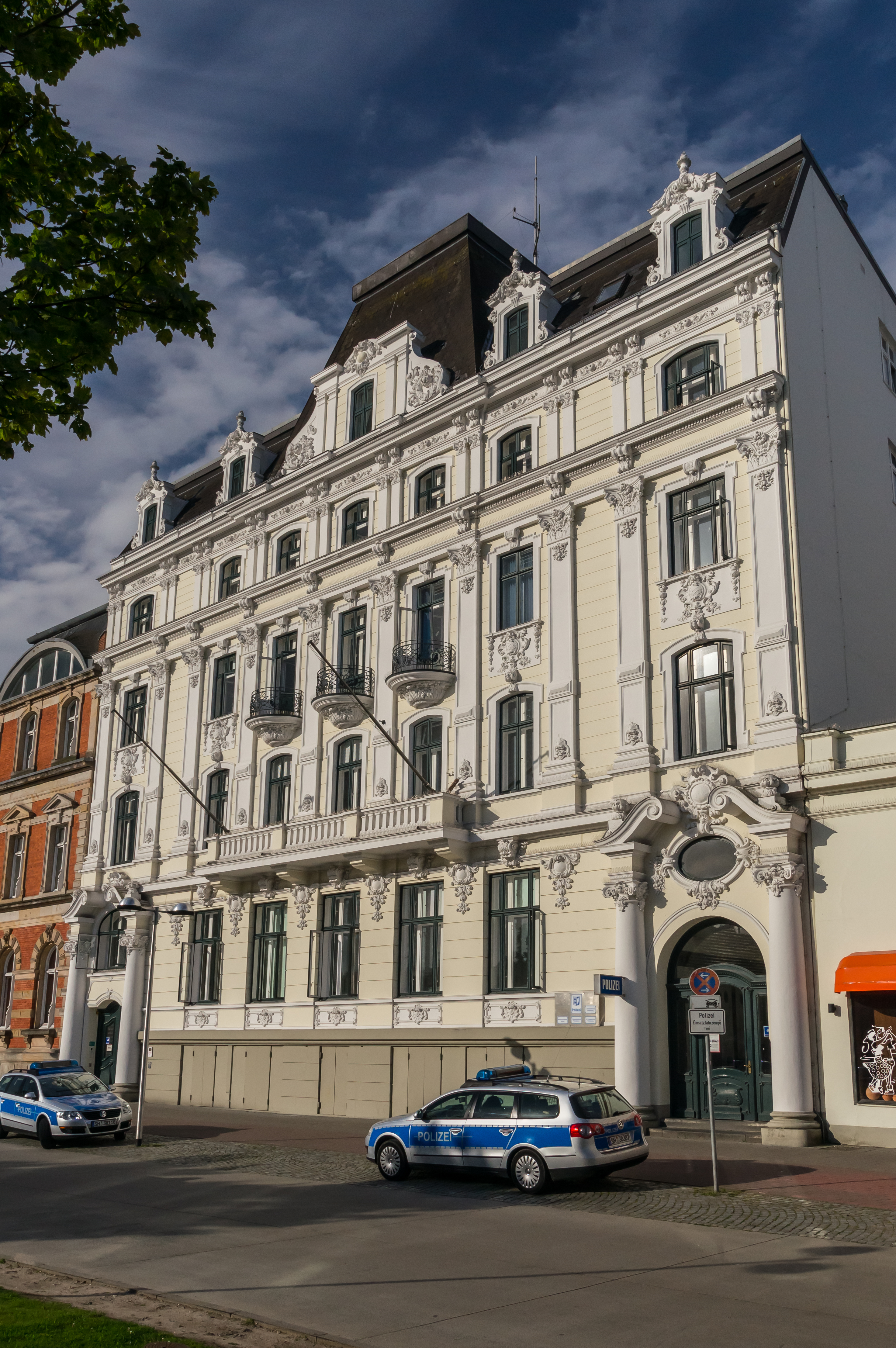
Die Polizeidirektion Flensburg im Jahr 2012

Die Polizeidirektion Flensburg ist eine Polizeibehörde der Landespolizei Schleswig-Holsteins unter der Adresse Norderhofenden 1 in Flensburg. Das Gebäude ist ein Kulturdenkmal in der Flensburger Innenstadt.

## Geschichte

### Flensburger Hof
Das Polizeigebäude Norderhofenden 1 wurde ursprünglich 1889/90 als Hotel „Flensburger Hof“ gebaut, das mit den Nachbarhäusern, dem ehemaligen Bahnhofshotel in der Rathausstraße 1 sowie der ehemaligen Reichspost in der Rathausstraße 2, zusammen ein Ensemble gründerzeitlicher Architektur bildete, das ein großstädtisches Flair ausstrahlte.
Es diente ab 1920 als Sitz der Internationalen Kommission zur Überwachung der Grenzlandbestimmungen.

### Zeit des Nationalsozialismus

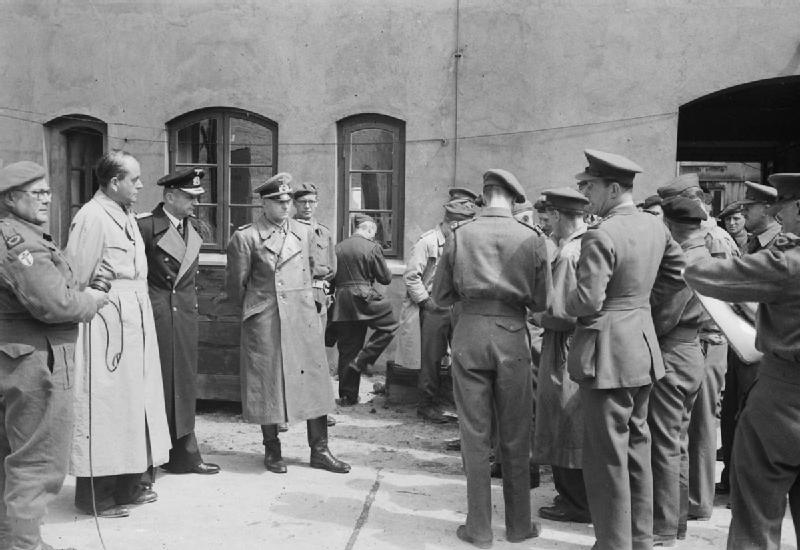
Dönitz, Speer und Jodl stehen am 23. Mai 1945 als Gefangene im Freigängerhof der Polizei, damit Fotos von ihnen gemacht werden können.

1933 wurde der damalige Besitzer genötigt, das Gebäude für einen Preis von nur 250.000 Reichsmark an den NS-Staat zu verkaufen. Das Gebäude wurde anschließend zum Polizeipräsidium umfunktioniert. Käte Lassen malte 1935 ein Wandbild mit zwei Schäferhunden für den großen Sitzungssaal des Polizeipräsidiums, auf dem auch eine Hakenkreuz-Sonne dargestellt war. Im Januar 1935 konnte der Polizeidienstbetrieb aufgenommen werden. Gleichzeitig wurde das Gebäude zum Sitz der Gestapo. Die Polizei wurde zudem mit der SS verschmolzen. Die Reichspogromnacht in Flensburg wurde von dort koordiniert.
Im Mai 1945 kamen zahlreiche geflüchtete Nazis über die Rattenlinie Nord nach Flensburg, denn im Ortsteil Mürwik entstand im Sonderbereich Mürwik die letzte Reichsregierung unter Karl Dönitz. Das Polizeipräsidium unterstand dem SS-Standartenführer Hans Hinsch, unter dem wie auch in Mürwik hunderte falsche Papiere zum Untertauchen herausgegeben wurden. Als auch der Reichsführer-SS Heinrich Himmler sich mit seinen Gefolgsleuten über die Rattenlinie Nord nach Flensburg absetzte, um sich an der neuen Regierung in Mürwik zu beteiligen, was ihm misslang, hielt er sich mehrfach im Polizeipräsidium auf. Am 5. Mai hielt Himmler im großen Sitzungssaal des Polizeipräsidiums seine letzte Stabskonferenz ab, an der hohe SS-, Polizeiführer- und Gruppenführer teilnahmen. Himmler formulierte jenseits der Realität den Gedanken einer „reformierten“ Naziverwaltung in Schleswig-Holstein, die mit den westlichen Alliierten Friedensverhandlungen führen könnte. Schon am 4. Mai war Flensburg vom OKW zur „Offenen Stadt“ erklärt worden. In den folgenden zwei Tagen erreichten alliierte Vorauskommandos die Stadt. Einen Tag nach seiner Rede wurde Himmler schließlich von Dönitz aus seinen Ämtern entlassen und er verließ Flensburg.
Im benachbarten Reichspostgebäude war zum Ende des Krieges ein provisorisches Studio des Reichssenders Flensburg eingerichtet, von dem aus am 7. Mai Johann Ludwig Graf Schwerin von Krosigk, Mitglied der letzten Reichsregierung, die bedingungslose Kapitulation der Wehrmacht ankündigte. Vom 8. bis zum 13. Mai wurde die Stadt, mit Ausnahme des Sonderbereiches, schrittweise von den britischen Truppen besetzt. Nachdem am 23. Mai dann auch die letzte Reichsregierung im Sonderbereich Mürwik verhaftet worden war, wurden Dönitz, Albert Speer und Alfred Jodl in den Freigängerhof des Polizeipräsidiums gebracht, wo die internationale Presse Fotos machen durfte. Der besagte Hinterhof der Polizei wird nach dem Ereignis heute auch Dönitzhof genannt.

### Zeit nach dem Zweiten Weltkrieg
Nach dem Abzug der Briten im Mai 1961 wurde das Land Schleswig-Holstein Eigentümer des Gebäudes.
In der Zeit nach dem Krieg regelte auf der ZOB-Kreuzung vor dem Polizeigebäude noch ein Verkehrspolizist den Verkehr. In der Weihnachtszeit war es damals unter den Flensburgern Brauch, ihn zu beschenken, sodass sich zu seinen Füßen eine kleine Geschenke-Pyramide bildete.
In den 1980er Jahren wurde das Gebäude renoviert, unbeachtet blieb dabei der geschichtsträchtige Hof, der damals als Lagerstätte für Sperrmüll diente.
Irgendwann in der Nachkriegszeit wurde offenbar aus dem Polizeipräsidium eine Polizeiinspektion. Aus der Polizeiinspektion wurde schließlich die Polizeidirektion Flensburg. 2013 fusionierten die beiden Norddeutschen Polizeidirektionen in Husum und Flensburg, womit die Polizeidirektion Flensburg seitdem für die Stadt Flensburg, den Kreis Schleswig-Flensburg sowie Nordfriesland zuständig ist. Trotz der Namensänderung wird die Polizeidirektion häufig von den Flensburgern noch Polizeipräsidium genannt.

### Erinnerungskultur
2013 wurde vor der Alten Post, in Anbetracht der Historie des Post- und Polizei-Gebäudes, ein Denkmal eingeweiht, das an die Opfer der nationalsozialistischen Gewaltherrschaft erinnert. Die Außenmauer des Freigängerhofes ist hinter dem Polizeigebäude zu betrachten. Im eigentlichen Hof ist zudem eine Informationstafel zu den dortigen Ereignissen des 23. Mai 1945 angebracht. Eine altarähnliche Heldengedenktafel mit fragwürdigen Namen aus der NS-Zeit wurde dem Deutschen Historischen Museum in Berlin übergeben, wo sie seitdem im Magazinbestand verbleibt.

## Dienststellen der Polizeidirektion
Der Polizeidirektion Flensburg unterstehen folgende Reviere, denen weitere Polizeistationen untergeordnet sind:
- 1. Polizeirevier Flensburg, Norderhofenden 1. in Flensburg
- 2. Polizeirevier Flensburg, Norderhofenden 1. in Flensburg
- Polizeirevier Schleswig, Friedrich-Ebert-Str. 8. in Schleswig
- Polizeirevier Kappeln, Gerichtsstraße 1. in Kappeln
- Polizeirevier Husum, Poggenburgstraße 9. in Husum
- Polizeirevier Niebüll, Gather Landstraße 75. in Niebüll
- Polizeirevier Sylt, Kirchenweg 21. in Westerland/Sylt
- Polizei-Autobahn- und Bezirksrevier Nord, Lürschauer Weg 1. in Schuby

Zur Polizeidirektion Flensburg gehören zudem:
- Bezirkskriminalinspektion Flensburg, Norderhofenden 1. in Flensburg
- Kriminalpolizeistelle Schleswig, Friedrich-Ebert-Str. 8. in Schleswig
- Kriminalpolizeistelle Husum, Poggenburgstraße 9. in Husum